# Lanvollon
Lanvollon (bretonisch: Lannolon) ist eine französische Gemeinde mit 1.907 Einwohnern (Stand: 1. Januar 2022) im Département Côtes-d’Armor in der Region Bretagne.

## Geographie
Umgeben wird Lanvollon von den Gemeinden Pludual und Lannebert im Norden, von Pléguien im Osten, von Tressignaux im Süden und von Gommenec’h im Westen.

## Bevölkerungsentwicklung
| Jahr      | 1962 | 1968 | 1975 | 1982 | 1990 | 1999 | 2008 | 2012 |
| --------- | ---- | ---- | ---- | ---- | ---- | ---- | ---- | ---- |
| Einwohner | 1075 | 1111 | 1358 | 1423 | 1427 | 1388 | 1644 | 1743 |